# Глущенков, Кирилл Юрьевич
Кирилл Юрьевич Глущенков (род. 5 февраля 2000, Ставрополь) — российский футболист, защитник клуба «Пари НН», выступающий на правах аренды за белорусский клуб «Торпедо-БелАЗ».

## Карьера

### «Факел»
Футболом начал в ставропольской ДЮСШ и спортивной школе «Чертаново». В 2018 году присоединился к московскому «Динамо». Зимой 2020 года перешёл в воронежский «Факел». Дебютировал за клуб 1 августа 2020 года в матче против клуба «Акрон», выйдя на замену на 85 минуте. Затем футболист отправился выступать за вторую команду клуба во Вторую Лигу, где сыграл всего лишь в 5 матчах, в которых успел отличился результативной передачей. В январе 2021 года расторг контракт с клубом. 

### «Ислочь»
В марте 2023 года футболист перешёл в белорусский клуб «Ислочь», заключив двухлетний контракт. Дебютировал за клуб 12 марта 2021 года в матче против мозырской «Славии», выйдя на замену на 75 минуте и вскоре также забил свой дебютный гол, который также стал первым голом в чемпионате. В рамках полуфинальных матчей футболист вместе с клубом обыграл солигорский «Шахтёр» и впервые в истории вышел в финал Кубка Беларуси. В финале Кубка Беларуси 23 мая 2021 года стал серебряным призёром, уступив титул борисовскому БАТЭ. На протяжении всего сезона футболист оставался одним из ключевых игроков клуба.
Новый сезон футболист начал с матча 19 марта 2022 года против «Слуцка». Футболист также продолжил выступать в клубе на ведущий ролях, однако в начале июля 2022 года выбыл из распоряжения клуба из-за полученной травмы. Вернулся в распоряжение клуба футболист лишь под конце сезона в октябре 2022 года. Первым в сезоне результативным действием за клуб отличился 6 ноября 2022 года в матче против «Витебска», отдав голевую передачу. В январе 2023 года футболистом интересовалось жодинское «Торпедо-БелАЗ». Покинул клуб 4 января 2023 года по окончании срока действия контракта.

### «Торпедо-БелАЗ»
В январе 2023 года футболист начал тренироваться с жодинским «Торпедо-БелАЗ». Вскоре клуб объявил о подписании с футболистом контракта. Дебютировал за клуб 4 марта 2023 года в матче Кубка Беларуси против солигорского «Шахтёра». Вышел в полуфинал Кубка Беларуси, победив в ответном четвертьфинальном матче 11 марта 2023 года солигорский клуб. Первый матч в чемпионате сыграл 18 марта 2023 года против брестского «Динамо». По итогу полуфинальных матчей Кубка Беларуси обыграл мозырскую «Славию» и вышел в финал. Стал обладателем Кубка Беларуси, где в финале 28 мая 2023 года одержал победу над борисовским БАТЭ. В июле 2023 года футболист вместе с клубом отправился на квалификационные матчи Лиги конференций УЕФА. Первый матч в рамках еврокубкового турнира сыграл 27 июля 2023 года против кипрского клуба АЕК, также отличившись забитым голом. По итогу ответного матча кипрский АЕК по сумме матчей оказался сильнее и вышел в следующий раунд. В кампании-2023 был самым востребованным защитником клуба: отыграл 23 матча в чемпионате (при этом 22 — в стартовом составе и без единой замены) и являлся лидером команды по количеству игровых минут среди полевых футболистов, забил 2 гола. Помимо того, отличился в Лиге конференций, где команда сражалась с кипрским АЕКом (2:3, 1:1).
В ноябре 2023 года появилась информация, что футболист покинет белорусский клуб по окончании сезона и присоединиться к «Пари Нижний Новгород». На протяжении сезона футболист был ключевым защитником клуба, отличившись 3 забитыми голами во всех турнирах. По итогу сезона вместе с клубом стал бронзовым призёром чемпионата.

### «Пари Нижний Новгород»
В декабре 2023 года председатель совета директоров «Пари Нижний Новгород» подтвердил, что футболист стал игроком клуба. В январе 2024 года футболист официально присоединился к нижегородскому клубу, с которым подписал четырёхлетний контракт. Дебютировал за клуб футболист 9 марта 2024 года в матче против казанского «Рубина», выйдя на замену на 93-й минуте. Во всех турнирах провел за нижегородцев лишь 5 игр без результативных действий, после чего вернулся в Жодино на правах аренды. 

#### Аренда в «Торпедо-БелАЗ»
26 декабря 2024 года был отдан в аренду в «Торпедо-БелАЗ». Сам футболист признался, что ему "хотелось вернуться, потому что осталась какая-то недосказанность в плане выступления в еврокубках".

## Достижения
«Торпедо-БелАЗ»
- Обладатель Кубка Беларуси: 2022/23